# Ádám Farkas
Ádám Farkas (2 januari 1982) is een Hongaars voetbalscheidsrechter. Hij is in dienst van FIFA en UEFA sinds 2015.
Op 16 juli 2015 maakte Sándor zijn debuut in internationaal verband tijdens een wedstrijd tussen KR Reykjavík en Rosenborg BK in de Europa League. De wedstrijd eindigde op 0–1 en de Hongaar gaf vier gele kaarten.
Op 14 november 2017 leidde hij zijn eerste interland, toen Slowakije met 1–0 won van Noorwegen. Tijdens dit duel deelde Farkas één gele kaart uit.

## Interlands
| Datum            | Plaats             | Wedstrijd             | Uitslag | Competitie             | Kreeg geel | Kreeg voor de tweede keer geel en dus rood | Weggestuurd |
| ---------------- | ------------------ | --------------------- | ------- | ---------------------- | ---------- | ------------------------------------------ | ----------- |
| 14 november 2017 | Trnava, Slowakije  | Slowakije – Noorwegen | 1 – 0   | Vriendschappelijk      | 1          | 0                                          | 0           |
| 8 juni 2018      | Osijek, Kroatië    | Kroatië – Senegal     | 2 – 1   | Vriendschappelijk      | 6          | 0                                          | 0           |
| 7 juni 2019      | Vilnius , Litouwen | Litouwen – Luxemburg  | 1 – 1   | Kwalificatie EK 2020   | 9          | 2                                          | 0           |
| 3 september 2020 | Tórshavn, Faeröer  | Faeröer – Malta       | 3 – 2   | Nations League 2020/21 | 5          | 0                                          | 0           |

Laatste aanpassing op 6 september 2020